# Statenverkiezingen Nederlandse Antillen 2010
De Statenverkiezingen Nederlandse Antillen 2010 waren verkiezingen voor de Staten van de Nederlandse Antillen. Zij vonden plaats op 22 januari 2010.

## Achtergrond

### Kiesgerechtigden en zetelverdeling
De Staten waren het eenkamerige parlement van de Nederlandse Antillen. Zij bestonden uit 22 zetels die in een lijststelsel door directe verkiezingen (evenredige vertegenwoordiging per eiland), door de kiesgerechtigde Nederlanders die ingezetenen waren van de Nederlandse Antillen, voor een periode van vier jaar gekozen werden. De Statenleden waren georganiseerd in politieke partijen. Het aantal leden van elk eiland dat in de Staten zitting mag nemen was wettelijk vastgelegd. Er waren hierdoor geen nationale partijen. De verdeling per eiland was als volgt: Curaçao 14 zetels, Sint-Maarten 3 zetels, Bonaire 3 zetels, Sint Eustatius 1 zetel, Saba 1 zetel.

### Verloop
De ministerraad van de Nederlandse Antillen kondigde op 16 september 2009 aan dat 22 januari was gekozen als officiële datum voor de aankomende verkiezingen. Registratie van kiesgerechtigden eindigde in november 2009. De politieke partijen konden uiterlijk december 2009 hun lijst van kandidaten indienen.

## Resultaten
Op Curaçao kreeg de Partido Antiá Restrukturá de meeste zetels, en werd daarmee de winnaar van de verkiezingen. 
| Naam kieskring/partij                                                | Afk.  | Stemmen | Zetels |
| -------------------------------------------------------------------- | ----- | ------- | ------ |
| Kieskring Bonaire                                                    |       |         |        |
| Union Patriotiko Boneriano                                           | UPB   | 3.673   | 2      |
| Partido Demokrátiko Boneriano                                        | DPB   | 2.720   | 1      |
| Lista di Kambio                                                      |       | 1.126   | 0      |
| Kieskring Curaçao                                                    |       |         |        |
| Partido Antiá Restrukturá                                            | PAR   | 26.662  | 6      |
| Lista di Kambio - Partido MAN - Forsa Kòrsou - Lista Niun Paso Atras |       | 23.569  | 5      |
| Pueblo Soberano                                                      | PS    | 10.785  | 2      |
| Partido Nashonal di Pueblo                                           | PNP   | 6.506   | 1      |
| Frente Obrero i Liberashon 30 di Mei                                 | FOL   | 4.354   | 0      |
| Partido Democraat                                                    | DP    | 1.823   | 0      |
| Partido un Pueblo Emansipa                                           |       | 309     | 0      |
| Movementu Solushon Isla                                              | MSI   | 195     | 0      |
| Kieskring Saba                                                       |       |         |        |
| Windward Islands People's Movement                                   | WIPM  | 393     | 1      |
| Kieskring Sint Eustatius                                             |       |         |        |
| Democratische Partij Sint Eustatius                                  | DP-SE | 602     | 1      |
| Progressive Labour Party                                             | PLP   | 341     | 0      |
| Kieskring Sint Maarten                                               |       |         |        |
| National Alliance                                                    | NA    | 6.939   | 3      |
| Democratische Partij Sint Maarten                                    | DP-SM | 3.560   | 0      |
| People's Progressive Alliance                                        | PPA   | 916     | 0      |